# Coupe de France 2007/08
Het seizoen 2007/08 was het 91e seizoen van de Coupe de France in het voetbal. Het toernooi werd georganiseerd door de Franse voetbalbond.
Dit seizoen namen er 6734 clubs deel (153 meer dan de record deelname uit het vorige seizoen). De competitie ging in de zomer van 2007 van start en eindigde op 24 mei 2008 met de finale in het Stade de France in Saint-Denis. De finale werd gespeeld tussen Olympique Lyon (voor de zevende keer finalist) en Paris Saint-Germain (voor de tiende keer finalist). Olympique Lyon veroverde voor de vierde keer de beker (na 1964, 1967 en 1973) door Paris Saint-Germain, na verlenging, met 1-0 te verslaan.
Olympique Lyon behaalde als elfde club de dubbel (landstitel en beker) in het Franse voetbal. Als landskampioen vertegenwoordigde Olympique Lyon Frankrijk in de Champions League, als bekerfinalist nam Paris Saint-Germain de plaats in de UEFA Cup in.
De meest in het oog springende prestatie dit seizoen was die van US Jeanne d'Arc Carquefou. De club, spelend in de CFA 2 (5e niveau), versloeg achtereenvolgens de hogere spelende clubs FC Gueugnon (Ligue 2) in de 1/32 finale, AS Nancy in de 1/16 finale en Olympique Marseille (beide Ligue 1) in de 1/8 finale om in de kwartfinale, nipt, uitgeschakeld te worden door Paris Saint-Germain.

## 1/32e finale
De 1/32 finale was de negende ronde. Het was tevens de eerste ronde waar de 20 clubs van de Ligue 1 aan deelnamen. De wedstrijden werden op 4, 5 en 6 januari 2008 gespeeld.

 * = thuis; ** vier wedstrijden werden op neutraal terrein gespeeld. 
| Winnaar                     | Uitslag      | Verliezer              |
| --------------------------- | ------------ | ---------------------- |
| Olympique Lyon              | 4-0          | US Créteil-Lusitanos * |
| Paris Saint-Germain         | 2-0          | SAS Épinal *           |
| CS Sedan *                  | 3-2          | SM Caen                |
| Amiens SC *                 | 2-1          | EA Guingamp            |
| FC Metz                     | 6-1          | Vesoul HSF *           |
| US Jeanne d'Arc Carquefou * | 1-0          | FC Gueugnon            |
| Girondins Bordeaux          | 3-1          | US Quevilly **         |
| Dijon FCO                   | 2-0          | US Avranches *         |
| FC Sochaux                  | 2-0          | US Maubeuge **         |
| SC Bastia                   | 5-2          | ES Viry-Châtillon *    |
| Angers SCO *                | 2-0          | Vannes OC              |
| AC Arles                    | 1-1 ns (3-2) | US Marignane *         |
| FC Lorient *                | 2-1          | Valenciennes FC        |
| Olympique Marseille         | 2-0          | AS Beauvais *          |
| Lille OSC                   | 3-0          | CS Avion **            |
| Tours FC                    | 3-0          | US Saint-Omer *        |

| Winnaar                        | Uitslag      | Verliezer        |
| ------------------------------ | ------------ | ---------------- |
| Olympique Croix de Savoie 74 * | 1-1 ns (6-5) | US Raon          |
| SJA Poiré-sur-Vie *            | 4-1          | JS Coulaines     |
| FC Nantes                      | 2-0          | EDS Montluçon *  |
| Gazélec FCO Ajaccio *          | 1-0          | ES Fréjus        |
| RC Strasbourg                  | 0-0 ns (5-4) | FC Rouen *       |
| AS Nancy *                     | 2-1          | Stade Reims      |
| Le Mans UC                     | 3-2 nv       | SC Selongey **   |
| Paris FC                       | 2-1          | Toulouse FC *    |
| Montpellier HSC *              | 1-0          | ES Troyes AC     |
| AJ Auxerre *                   | 3-2 nv       | AS Saint-Étienne |
| OGC Nice *                     | 2-1 nv       | Le Havre AC      |
| Chamois Niortais FC            | 1-0          | RC Lens *        |
| Stade Rennes                   | 3-0          | FC Martigues *   |
| AS Monaco                      | 3-1 nv       | Stade Brest *    |
| AS Lyon-Duchère *              | 3-2          | US Luzenac       |
| US Boulogne                    | 2-1          | SO Romorantin *  |

## 1/16e finale
De 1/16 finale was de tiende ronde. De wedstrijden werden op 1, 2 en 3 februari 2008 gespeeld.
 * = thuis; ** Poiré-sur-Vie - Saint-Germain in Nantes. 
| Winnaar                     | Uitslag      | Verliezer                      |
| --------------------------- | ------------ | ------------------------------ |
| Olympique Lyon              | 1-0          | Olympique Croix de Savoie 74 * |
| Paris Saint-Germain         | 3-1          | SJA Poiré-sur-Vie *            |
| CS Sedan *                  | 0-0 ns (4-2) | FC Nantes                      |
| Amiens SC *                 | 1-0          | Gazélec FCO Ajaccio            |
| FC Metz                     | 3-0          | RC Strasbourg *                |
| US Jeanne d'Arc Carquefou * | 2-1 nv       | AS Nancy                       |
| Girondins Bordeaux *        | 1-0          | Le Mans UC                     |
| Dijon FCO                   | 0-0 ns (6-5) | Paris FC *                     |

| Winnaar               | Uitslag      | Verliezer           |
| --------------------- | ------------ | ------------------- |
| FC Sochaux *          | 1-1 ns (4-3) | Montpellier HSC     |
| SC Bastia *           | 3-0          | AJ Auxerre          |
| Angers SCO *          | 3-1          | OGC Nice            |
| AC Arles *            | 0-0 ns (9-8) | Chamois Niortais FC |
| FC Lorient *          | 0-0 ns (3-1) | Stade Rennes        |
| Olympique Marseille * | 3-1          | AS Monaco           |
| Lille OSC             | 1-0          | AS Lyon-Duchère *   |
| Tours FC              | 2-1 nv       | US Boulogne *       |

## 1/8e finale
De 1/8 finale was de elfde ronde. De wedstrijden werden op 18 en 19 maart 2008 gespeeld.
 * = thuis; ** Carquefou - Marseille in Nantes. 
| Winnaar               | Uitslag      | Verliezer  |
| --------------------- | ------------ | ---------- |
| Olympique Lyon *      | 2-1          | FC Sochaux |
| Paris Saint-Germain * | 2-1          | SC Bastia  |
| CS Sedan *            | 2-0          | Angers SCO |
| Amiens SC *           | 1-1 ns (4-2) | AC Arles   |

| Winnaar                      | Uitslag | Verliezer           |
| ---------------------------- | ------- | ------------------- |
| FC Metz                      | 1-0     | FC Lorient *        |
| US Jeanne d'Arc Carquefou ** | 1-0     | Olympique Marseille |
| Girondins Bordeaux *         | 2-0 nv  | Lille OSC           |
| Dijon FCO *                  | 3-1     | Tours FC            |

## Kwartfinale
De 1/4 finale was de twaalfde ronde. De wedstrijden werden op 15 en 16 april gespeeld.
 * = thuis; ** Carquefou - Saint-Germain in Nantes. 
| Winnaar             | Uitslag      | Verliezer                    |
| ------------------- | ------------ | ---------------------------- |
| Olympique Lyon *    | 1-0          | FC Metz                      |
| Paris Saint-Germain | 1-0          | US Jeanne d'Arc Carquefou ** |
| CS Sedan            | 0-0 ns (4-3) | Girondins Bordeaux *         |
| Amiens SC *         | 1-0          | Dijon FCO                    |

|}

## Halve finale
De 1/2 finale was de dertiende ronde. De wedstrijden werden op 6 (Saint-Germain - Amiens) en 7 mei (Lyon - Sedan) gespeeld.
 * = thuis 
| Winnaar             | Uitslag | Verliezer   |
| ------------------- | ------- | ----------- |
| Olympique Lyon *    | 1-0     | CS Sedan    |
| Paris Saint-Germain | 1-0     | Amiens SC * |

## Finale
|             |                   |       |                     |                                                                                 |
| 24 mei 2008 | Olympique Lyon    | 1 – 0 | Paris Saint-Germain | Stade de France, Saint-Denis Toeschouwers: 75.000 Scheidsrechter: Philippe Kalt |
| 24 mei 2008 | Sidney Govou 102' |       |                     | Stade de France, Saint-Denis Toeschouwers: 75.000 Scheidsrechter: Philippe Kalt |

1917/18 · 1918/19 · 1919/20 · 1920/21 · 1921/22 · 1922/23 · 1923/24 · 1924/25 · 1925/26 · 1926/27 · 1927/28 · 1928/29 · 1929/30 · 1930/31 · 1931/32 · 1932/33 · 1933/34 · 1934/35 · 1935/36 · 1936/37 · 1937/38 · 1938/39 · 1939/40 · 1940/41 · 1941/42 · 1942/43 · 1943/44 · 1944/45 · 1945/46 · 1946/47 · 1947/48 · 1948/49 · 1949/50 · 1950/51 · 1951/52 · 1952/53 · 1953/54 · 1954/55 · 1955/56 · 1956/57 · 1957/58 · 1958/59 · 1959/60 · 1960/61 · 1961/62 · 1962/63 · 1963/64 · 1964/65 · 1965/66 · 1966/67 · 1967/68 · 1968/69 · 1969/70 · 1970/71 · 1971/72 · 1972/73 · 1973/74 · 1974/75 · 1975/76 · 1976/77 · 1977/78 · 1978/79 · 1979/80 · 1980/81 · 1981/82 · 1982/83 · 1983/84 · 1984/85 · 1985/86 · 1986/87 · 1987/88 · 1988/89 · 1989/90 · 1990/91 · 1991/92 · 1992/93 · 1993/94 · 1994/95 · 1995/96 · 1996/97 · 1997/98 · 1998/99 · 1999/00 · 2000/01 · 2001/02 · 2002/03 · 2003/04 · 2004/05 · 2005/06 · 2006/07 · 2007/08 · 2008/09 · 2009/10 · 2010/11 · 2011/12 · 2012/13 · 2013/14 · 2014/15 · 2015/16 · 2016/17 · 2017/18 · 2018/19 · 2019/20 · 2020/21 · 
2021/22 · 2022/23 · 2023/24 · 2024/25 ·